# Dasyhelea alticola
Dasyhelea alticola är en tvåvingeart som beskrevs av Liu, Zhang och Guang Yu Luo 2002. Dasyhelea alticola ingår i släktet Dasyhelea och familjen svidknott. Inga underarter finns listade i Catalogue of Life.